# パナマのイスラム教

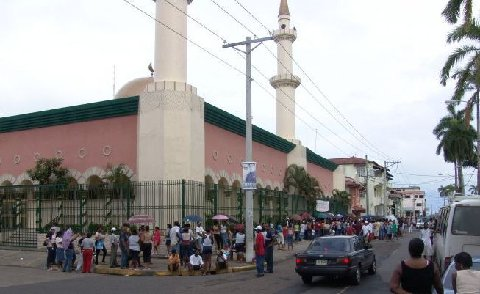
コロンのイスラム文化センター

本項目ではパナマのイスラム教について記述する。

## 概要
2009年にピュー研究所が行った報告によると、総人口の0.7%に当たる24000人がムスリムという。1997年現在、国内にはモスクが4つある。

## 歴史

### 中近世
パナマ初のムスリムはスペイン人が1552年に金鉱で働かせるため持ち込んだ、マンディンカ族出身のアフリカ系奴隷であった。マンディンカ族はムスリムであり、その輸入はスペイン法で禁じられていたものの、強行されるに至った。パナマの大西洋岸に到着した約500もの集団が難破船から逃れたのである。
その後、バヤノ（ヴァイノとも）という1人の男性を対植民者闘争の指導者に選び出し、協議会を形成。現在ではダリエン県として知られる地域やサンミゲル湾、サンブラス諸島の他、バヤノに因んで名付けられたバヤノ川沿いの地域にモスクを建立したのはこの時代のことであった。
バヤノはパナマの植民地当局との休戦協定に漕ぎ着けたものの、ペドロ・デ・ウルスア司令官により逮捕されペルーへの移送を経て、スペインで客死することとなる。バヤノの死後、国内における同時代のイスラム教の痕跡は跡形も無く破却されたため、国内に残ったムスリムに何が起こったのかといった記録は存在しない。

### 近代
ムスリムが次に流入したのはパナマが独立した翌年の1904年から1913年にかけてであり、インド亜大陸やレバノン出身の移民であった。独身男性が多勢を占め、現地の女性と結婚してゆく。1930年にアフマディーヤがモスクを初めて建立。
この間1929年には、インド・ムンバイ出身の集団がスンナ派インド・パキスタンイスラム協会を結成するに至った。同協会（後にパナマムスリム布教本部と改名）は結成時から1948年にかけて、パナマ市におけるモスク建立を先導することとなる。モスクではラマダーンの終了を祝うイド・アル＝フィトルの儀式や、西インド諸島人の血を引く約25名の黒人から成る新たなムスリム向けの講座が行われた。
コロンにもイスラム教を実践する集団がもう1つある。ジャマイカ人バシール・アウストカンが率いるもので、第6通りや大通りにサラート（礼拝）用の場所を賃借。
パナマ市におけるインド・パキスタン系ムスリムは、家族が初めて入国した1951年まで家族構造を持たなかった。1963年には地元の共同墓地の1区画を、1991年アライヤン地区の土地をそれぞれ購入、後者は現在ムスリム墓地としてのみ用いられている。

### 1970年代から現在まで
ネーション・オブ・イスラムの影響を受けた一部生粋のパナマ人は1970年代半ば、アブドゥル・ワッハーブ・ジョンソンやスレイマン・ジョンソンの下、パナマ市やコロンにてイスラム教の布教を開始。アブドゥルハベアー・ムハンマドと落ち合った後は、正統スンナ派を学び始めたのである。1977年コロンのアラブ系商人から資金を得て、市内の第7通りや中央大通りに用地を購入。しかし、知識や支援が乏しかったため、次第に衰微を余儀無くされる。
インド・パキスタン系ムスリムは1965年から、パナマ市中央大通りのヒンドゥスタン・バザールの1室で小規模の教義計画が始まる1973年まで、子弟への自宅学習を実施。1978年にはパナマ市ペレイル地区の土地を間借りし、1982年1月15日にコロンイスラム文化センターが完成するまで、礼拝や集会が行われてゆく。
同センターはリビアに本部があるイスラム使命協会や、インド出身の地元の商人にであるサロモン・ビフとの共同により完成。発足以来、新たなムスリムやイスラム教に興味がある者を対象として、アブドゥルハベアー・ムハンマドや不在時にはハムサ・ビアードが晩や日曜日に講義を行う。

## 関連文献
- KUSUMO, Fitra Ismu, "ISLAM EN AMERICA LATINA Tomo I: La expansión del Islam y su llegada a América Latina (Spanish Edition)"
- KUSUMO, Fitra Ismu, "ISLAM EN AMÉRICA LATINA Tomo II: Migración Árabe a América Latina y el caso de México (Spanish Edition)"
- KUSUMO, Fitra Ismu, "ISLAM EN AMÉRICA LATINA Tomo III: El Islam hoy desde América Latina (Spanish Edition)"